# ARO

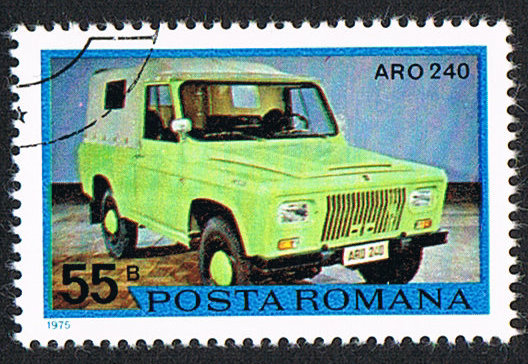
ARO 240 (sello de 1975).

ARO (contracción de Auto Romania) fue un fabricante de vehículos todoterreno rumano situado en Câmpulung-Muscel. El primer vehículo ARO fue producido en 1957, y el último en 2003. Durante un corto periodo de tiempo, se produjeron vehículos en colaboración con Daihatsu en España y Portugal bajo las marcas Hisparo y Portaro respectivamente. En Italia, se produjeron vehículos junto con Volkswagen por ARO-Ciemme bajo la marca ACM, también exportada a países como España.
La producción de vehículos ARO se ha reiniciado por una compañía checa llamada Auto Max Czech (AMC).

## Modelos
- Serie IMS (1957–1975)
- ARO Serie 24 (1972–2003)
- ARO Serie 10 (1980–2003)

## Galería

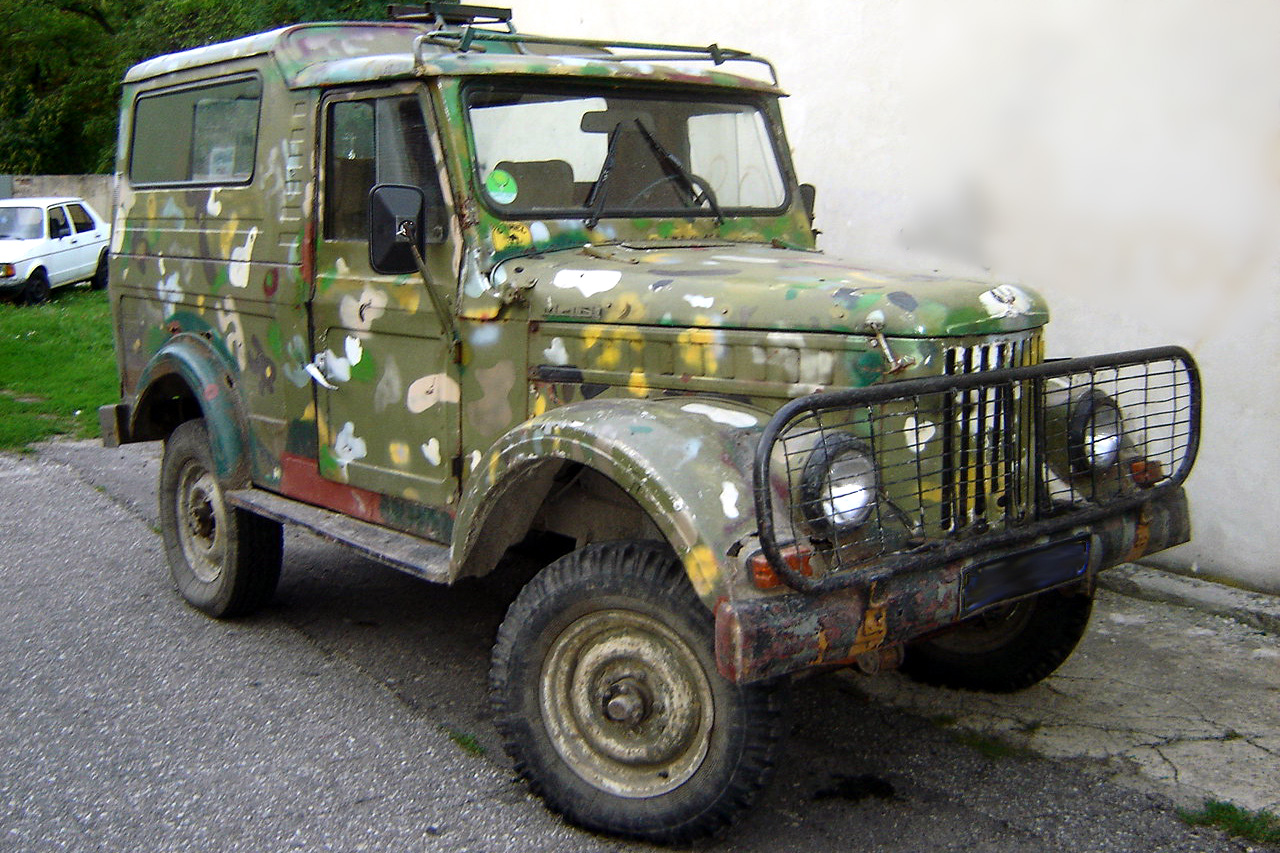
ARO M461
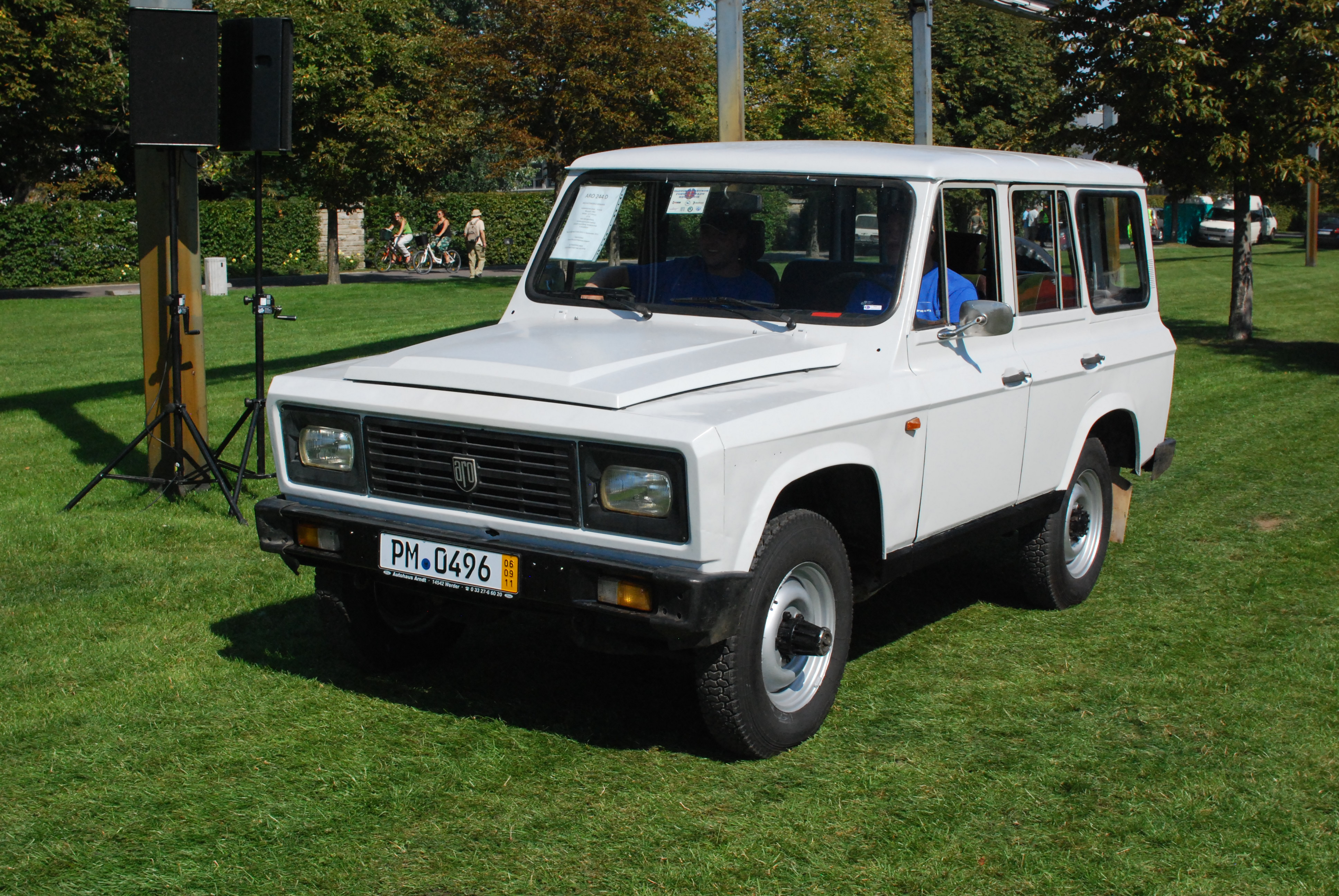
ARO 244
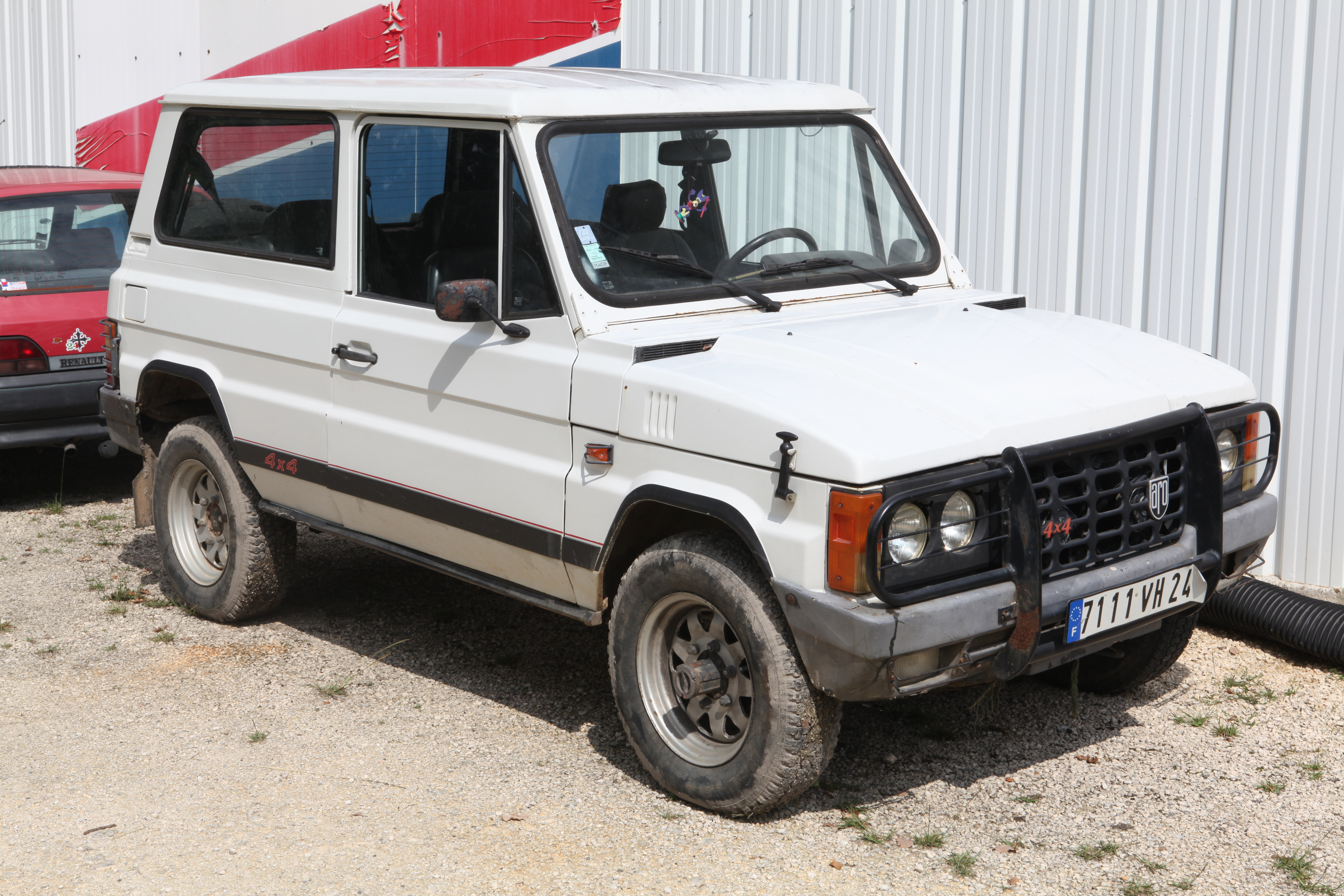
ARO 10
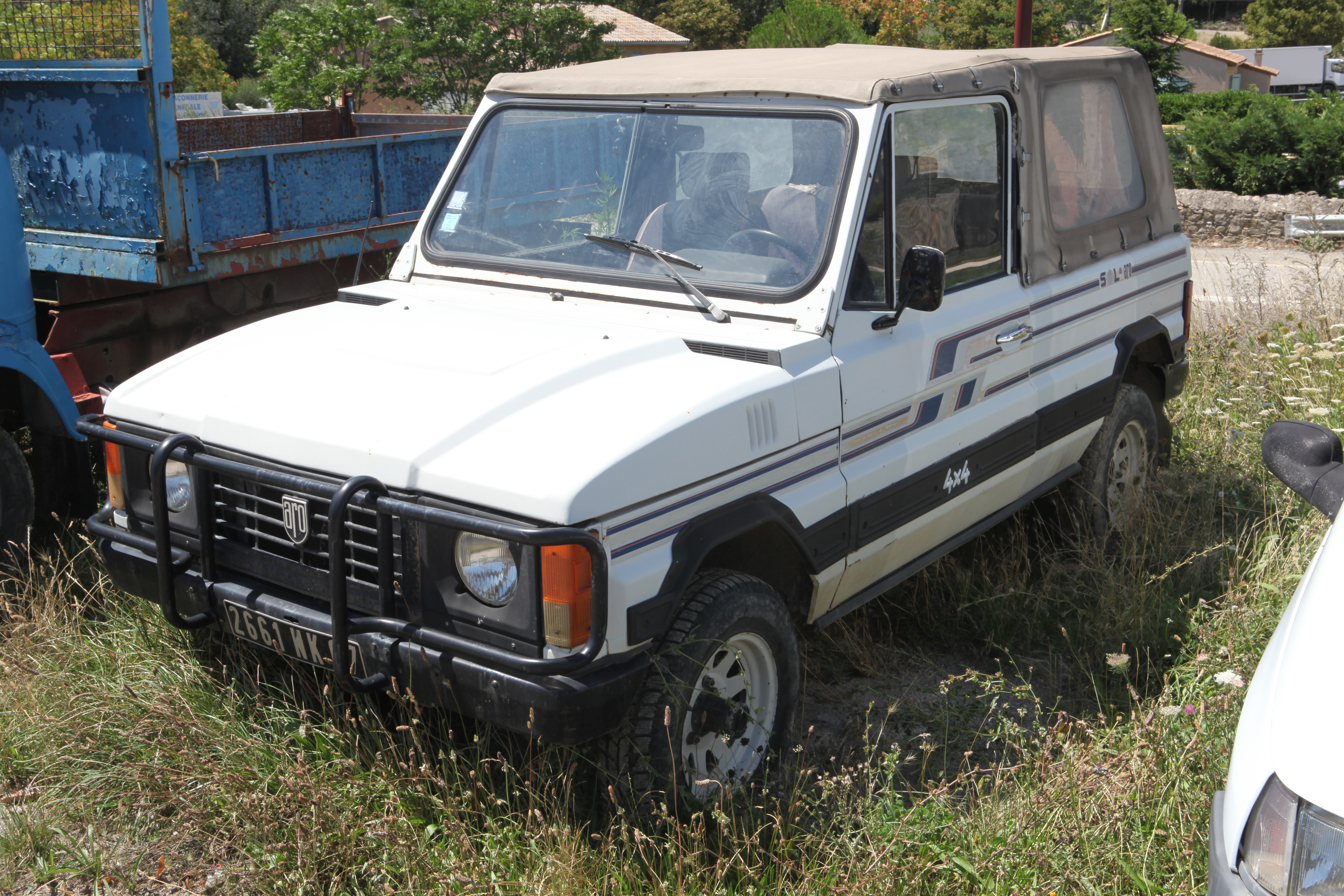
ARO 10 Spartana